# Рок, Дармани
Дармани Рок (англ. Darmani Rock; род. 17 апреля 1996, Филадельфия, Пенсильвания, США) — американский боксёр-профессионал, выступающий в тяжёлой весовой категории. Долгое время был «№ 1» в сборной США по боксу, чемпион США (2015), победитель национального турнира «Золотые перчатки» (2015), серебряный призёр Юношеских Олимпийских игр (2014), чемпион мира среди молодежи (2014), многократный победитель и призёр международных и национальных турниров в любителях.
Лучшая позиция по рейтингу BoxRec — 72-я (январь 2021) и являлся 16-м среди американских боксёров тяжёлой весовой категории, — входя в ТОП-70 лучших тяжеловесов всего мира.

## Биография
Дармани Рок родился 17 апреля 1996 года в городе Филадельфия штата Пенсильвания в США. Вырос в Джермантауне (буквально «немецкий город») — в Северо-Западном округе Филадельфии, где исторически живут пенсильванские немцы.

## Любительская карьера
Дармани Рок начал заниматься боксом в возрасте 12 лет, тренируясь под руководством своего отца — Уэйна (Уиза) Маклеода. В 2013 году он выиграл Национальный полицейский спортивный чемпионат (NPA Championships) в Калифорнии.
В 2014 году он выиграл молодежный чемпионат США по боксу в Неваде, и был отправлен на Панамериканский молодежный чемпионат в Эквадоре, где он в финале победил аргентинца Кевина Эспиндолу со счетом 3:0, и завоевал золотую медаль.
В апреле 2014 года на 4-м чемпионате мира по боксу среди молодежи в Софии (Болгария), он одержал досрочные победы над проспектами из Казахстана, Англии и Венгрии, и в финале по очкам победил немца Петера Кадиру, став чемпионом мира среди молодежи.
В августе 2014 года стал серебряным призёром Юношеской Олимпиады участвуя во 2-х летних Юношеских Олимпийских играх в Нанкине (Китай). Тогда в четвертьфинале он в тяжёлом бою победил аргентинца Кевина Эспиндолу, а в полуфинале по очкам победил россиянина Марата Керимханова, но в финале он потерпел поражение по очкам (0:3) от немца Петера Кадиру.
В 2014 году он был удостоен премии «Briscoe Awards» как боксёр года среди любителей штата Пенсильвании (премия названа в честь знаменитого чемпиона Бенни Бриско из Филадельфии).
В 2015 году он впервые выступил во взрослых соревнованиях, и сразу же выиграл чемпионат США в Вашингтоне, и национальный турнир «Золотые перчатки» в Неваде.
На момент 2015 года он занимал 5-е место среди лучших тяжеловесов мира. Дармани Рок был главным кандидатом в составе сборной США на поездку в Рио-де-Жанейро (Бразилия), но неожиданно уступил в отборочном бою Марло Муру и упустил шанс поехать на Олимпийские игры 2016 года.

## Профессиональная карьера
13 мая 2016 года Дармани Рок начал профессиональную боксёрскую карьеру, победив техническим нокаутом в 1-м же раунде соотечественника Карлоса Блэка (1-3).
Дармани Рок подписал контракт с промоутерской компанией Roc Nation, которую возглавляет известный рэпер Jay-Z.
30 января 2021, в своём 18-м профессиональном бою, впервые проиграл нокаутом в 3-м раунде небитому соотечественнику-нокаутёру Майклу Полайту Коффи (11-0, 8 KO).

## Статистика профессиональных боёв
В таблице перечислены результаты всех поединков боксёров.
В каждой строке указан результат поединка. Дополнительно номер поединка обозначен цветом, который обозначает итог поединка. Расшифровка обозначений и цветов представлена в нижеследующей таблице.
| Пример | Расшифровка                     |
| ------ | ------------------------------- |
|        | Победа                          |
|        | Ничья                           |
|        | Поражение                       |
|        | Планируемый поединок            |
|        | Поединок признан несостоявшимся |
| КО     | Нокаут                          |
| ТКО    | Технический нокаут              |
| PTS    | Решение судей (по очкам)        |
| UD     | Единогласное решение судей      |
| MD     | Решение большинства судей       |
| SD     | Раздельное решение судей        |
| RTD    | Отказ от продолжения боя        |
| DQ     | Дисквалификация                 |
| NC     | Поединок признан несостоявшимся |

| 18 поединков, 17 побед (12 нокаутом), 1 поражение. | 18 поединков, 17 побед (12 нокаутом), 1 поражение. | 18 поединков, 17 побед (12 нокаутом), 1 поражение. | 18 поединков, 17 побед (12 нокаутом), 1 поражение. | 18 поединков, 17 побед (12 нокаутом), 1 поражение.      | 18 поединков, 17 побед (12 нокаутом), 1 поражение. | 18 поединков, 17 побед (12 нокаутом), 1 поражение. | 18 поединков, 17 побед (12 нокаутом), 1 поражение. |
| Бой                                                | Рекорд                                             | Дата боя                                           | Соперник                                           | Место проведения боя                                    | Раундов, время                                     | Дополнительно                                      |                                                    |
| -------------------------------------------------- | -------------------------------------------------- | -------------------------------------------------- | -------------------------------------------------- | ------------------------------------------------------- | -------------------------------------------------- | -------------------------------------------------- | -------------------------------------------------- |
| 18                                                 | 17-1                                               | 30 января 2021                                     | Майкл Полайт Коффи (11-0)                          | Выставочный центр Shrine, Лос-Анджелес, Калифорния, США | KO 3 (10), 0:59                                    |                                                    |                                                    |
| 17                                                 | 17-0                                               | 19 октября 2019                                    | Маурензо Смит (21-11-4)                            | The Met Philadelphia, Филадельфия, Пенсильвания, США    | RTD 2 (8), 3:00                                    |                                                    |                                                    |
| 16                                                 | 16-0                                               | 14 июня 2019                                       | Раймонд Очиенг (26-23-3)                           | Maxwell Snyder Armory, Джэксонвилл, Флорида, США        | KO 2 (6), 2:15                                     |                                                    |                                                    |
| 15                                                 | 15-0                                               | 26 апреля 2019                                     | Майк Биссетт (15-11-1)                             | The Met Philadelphia, Филадельфия, Пенсильвания, США    | TKO 2 (6), 2:20                                    |                                                    |                                                    |
| 14                                                 | 14-0                                               | 8 февраля 2019                                     | Стивен Лайонс (5-3)                                | 2300 Arena, Филадельфия, Пенсильвания, США              | KO 4 (6), 1:20                                     |                                                    |                                                    |
| 13                                                 | 13-0                                               | 6 октября 2018                                     | Педро Хулио Родригес (23-5)                        | 2300 Arena, Филадельфия, Пенсильвания, США              | TKO 4 (8), 0:27                                    |                                                    |                                                    |
| 12                                                 | 12-0                                               | 20 июля 2018                                       | Маркус Валентайн (5-2)                             | WinnaVegas Casino & Resort, Слоун, Айова, США           | UD (6)                                             |                                                    |                                                    |
| 11                                                 | 11-0                                               | 30 марта 2018                                      | Дион Ронни Хейл (4-11)                             | The Fillmore, Филадельфия, Пенсильвания, США            | KO 2 (6), 1:07                                     |                                                    |                                                    |